# Сколиди
Scoliidae e семейство от около 560 вида оси, открити по целия свят.

## Описание
Scoliidae са най-често черни, често маркирани с жълто или оранжево, а върховете на крилата им са отчетливо гофрирани. Мъжките са по-стройни и издължени от женските, със значително по-дълги антени, но половият диморфизъм не е толкова очевиден, както при Tiphiidae.

## Видове
Родовете Scoliidae се класифицират, както следва:

### ПодсемействоProscoliinae
- Proscolia Rasnitsyn 1977 [4]

### ПодсемействоScoliinae

#### ТрибCampsomerini
- Aelocampsomeris  Bradley 1957
- Aureimeris Betrem, 1972
- Australelis Betrem, 1962
- Campsomeriella Betrem, 1941
- Campsomeris Lepeletier, 1838
- Cathimeris Betrem, 1972
- Charimeris  Betrem, 1971
- Colpa Dufour, 1841
- Colpacampsomeris Betrem, 1967
- Crioscolia Bradley, 1951
- Dasyscolia Bradley, 1951
- Dielis Saussure & Sichel, 1864
- Extrameris Betrem, 1972
- Guigliana Betrem, 1967
- Laevicampsomeris  Betrem, 1933
- Leomeris Betrem, 1972
- Lissocampsomeris Bradley, 1957
- Megacampsomeris Betrem, 1928
- Megameris Betrem, 1967
- Micromeriella Betrem, 1972
- Peltatimeris Betrem, 1972
- Phalerimeris Betrem, 1967
- Pseudotrielis Betrem, 1928
- Pygodasis  Bradley, 1957
- Radumeris Betrem, 1962
- Rhabdotimeris  Bradley, 1957
- Sericocampsomeris Betrem, 1941
- Sphenocampsomeris  Bradley, 1957
- Stygocampsomeris  Bradley, 1957
- Tenebromeris  Betrem, 1963
- Trisciloa Gribodo, 1893
- Tristimeris Betrem, 1967
- Tubatimeris Betrem, 1972
- Tureimeris  Betrem, 1972
- Xanthocampsomeris Bradley, 1957

#### ТрибScoliini
- Austroscolia  Betrem, 1927
- Carinoscolia Betrem, 1927
- Diliacos Saussure & Sichel, 1864
- Laeviscolia Betrem, 1928
- Liacos Guérin-Méneville, 1838
- Megascolia Betrem, 1928
- Microscolia Betrem, 1928
- Mutilloscolia Bradley, 1959
- Pyrrhoscolia Bradley, 1957
- Scolia Fabricius 1775
- Triscolia de Saussure 1863